# Sénat (république du Congo)
Pour les autres articles nationaux ou selon les autres juridictions, voir Sénat.
Ne doit pas être confondu avec Sénat (république démocratique du Congo).
IVe législature
Palais du Parlement
Le Sénat est la chambre haute du parlement de la république du Congo. Il est chargé du pouvoir législatif avec l'Assemblée nationale.
Créé par la Constitution de 1992, il est composé de 72 membres appelés « sénateurs », élus pour six ans au scrutin indirect. Ils ont pour rôle de représenter les collectivités locales de la République.

## Système électoral
Le Sénat est composé de 72 sénateurs élus pour un mandat de six ans au suffrage indirect uninominal majoritaire à un tour par un collège électoral composé des conseillers municipaux et départementaux, à raison de six sénateurs pour chacun des douze départements. 
Le collège électoral est d'environ 1 000 électeurs, variant selon le nombre de conseillers des collectivités territoriales. Ils étaient ainsi 1 154 en 2023. Depuis la révision de la constitution validée par référendum  en 2015, le renouvellement du Sénat est intégral à chacune des élections. Il est auparavant renouvelé par moitié tous les trois ans, les mandats de six ans s'échelonnant sur la moitié de leur mandat,,.
Le Sénat est initialement composé de 66 sénateurs, avant de passer à 72 lors des élections de 2008 du fait de la création du département de Pointe-Noire.

### Conditions
Les conditions d'éligibilité, énumérées à l'article 137 de la Constitution, sont les suivantes : il faut être âgé d'au moins 45 ans, être de nationalité congolaise, résider dans le pays, jouir de ses droits civils et politiques, et ne pas avoir fait l'objet de condamnations pour crime ou délit.
Les conditions d'incompatibilité sont quant à elles énoncés à l'article 136 de la Constitution :

« Le mandat de sénateur est incompatible avec toute autre fonction à caractère public. Les autres incompatibilités sont fixées par la loi.
En cas d'incompatibilité survenue en cours de mandat, il est procédé à une élection sénatoriale partielle pour pourvoir le siège devenu vacant. »

## Présidence
- Président : Pierre Ngolo
- Secrétaire général : Joseph Ibara